# Nuoto ai Giochi della XXVIII Olimpiade - 200 metri misti femminili

## Record
Prima di questa competizione, il record del mondo (WR) e il record olimpico (OR) erano i seguenti.
| Record mondiale | 2'09"72 | Yanyan Wu Cina         | 17 ottobre 1997 Shanghai, Cina      |
| Record olimpico | 2'10"68 | Yana Klochkova Ucraina | 19 settembre 2000 Sydney, Australia |

Durante l'evento non è stato migliorato nessun record.

## Batterie
Si sono svolte 4 batterie di qualificazione. Le prime 16 atlete si sono qualificate per le semifinali.

### 1ª batteria
1. Vered Borochovski, Israele 2:20.62
2. Petra Banovic, Croazia 2:20.83
3. Na-Ri Park, Corea del Sud 2:21.48
4. Lara Hrund Bjargardottir, Islanda 2:22.00
5. Marina Mulyayeva, Kazakistan 2:24.25
6. Louise Jansen, Danimarca 2:27.08

### 2ª batteria
1. Hanna Shcherba, Bielorussia 2:14.59 -Q
2. Beatrice Căslaru, Romania 2:14.70 -Q
3. Yafei Zhou, Cina 2:15.56 -Q
4. Teresa Rohmann, Germania 2:16.06 -Q
5. Misa Amano, Giappone 2:17.88
6. Alenka Kejžar, Slovenia 2:18.60
7. Man Hsu Lin, Taipei 2:18.86
8. Alessia Filippi, Italia 2:19.29

### 3ª batteria
1. Amanda Beard, Stati Uniti 2:14.49 -Q
2. Ágnes Kovács, Ungheria 2:15.17 -Q
3. Alice Mills, Australia 2:15.62 -Q
4. Joanna Maranhão, Brasile 2:16.21 -Q
5. Oxana Verevka, Russia 2:16.63 -Q
6. Yi Ting Siow, Malaysia 2:19.52
7. Athina Tzavella, Grecia 2:20.30
8. Hui Qi, Cina 2:26.02

### 4ª batteria
1. Kirsty Coventry, Zimbabwe 2:13.33 -Q
2. Yana Klochkova, Ucraina 2:13.40 -Q
3. Katie Hoff, Stati Uniti 2:14.03 -Q
4. Lara Carroll, Australia 2:16.17 -Q
5. Georgina Bardach, Argentina 2:16.68 -Q
6. Elizabeth Warden, Canada 2:17.12 -Q
7. Helen Norfolk, Nuova Zelanda 2:17.27 -Q
8. Joscelin Yeo, Singapore 2:18.61

## Semifinali

### 1° Semifinale
1. Yana Klochkova, Ucraina 2:13.30 -Q
2. Amanda Beard, Stati Uniti 2:13.51 -Q
3. Beatrice Caslaru, Romania 2:14.25 -Q
4. Teresa Rohmann, Germania 2:14.47 -Q
5. Joanna Maranhão, Brasile 2:15.43
6. Georgina Bardach, Argentina 2:15.73
7. Yafei Zhou, Cina 2:15.93
8. Helen Norfolk, Nuova Zelanda 2:17.41

### 2° Semifinale
1. Katie Hoff, Stati Uniti 2:13.60 -Q
2. Kirsty Coventry, Zimbabwe 2:13.68 -Q
3. Lara Carroll, Australia 2:13.80 -Q
4. Agnes Kovacs, Ungheria 2:14.68 -Q
5. Hanna Shcherba, Bielorussia 2:14.92
6. Alice Mills, Australia 2:14.95
7. Oxana Verevka, Russia 2:15.45
8. Elizabeth Warden, Canada 2:17.32

## Finale
1. Yana Klochkova, Ucraina 2:11.14
2. Amanda Beard, Stati Uniti 2:11.70
3. Kirsty Coventry, Zimbabwe 2:12.72
4. Agnes Kovacs, Ungheria 2:13.58
5. Teresa Rohmann, Germania 2:13.70
6. Lara Carroll, Australia 2:13.74
7. Katie Hoff, Stati Uniti 2:13.97
8. Beatrice Caslaru, Romania 2:15.40